# Raiguero de Bonanza
El Rincón de Bonanza (también llamado Raiguero de Bonanza) es una pedanía de Orihuela, en la comarca de la Vega Baja del Segura de Alicante. Cuenta con 1375 hab. Se sitúa en la falda de la sierra de Orihuela.

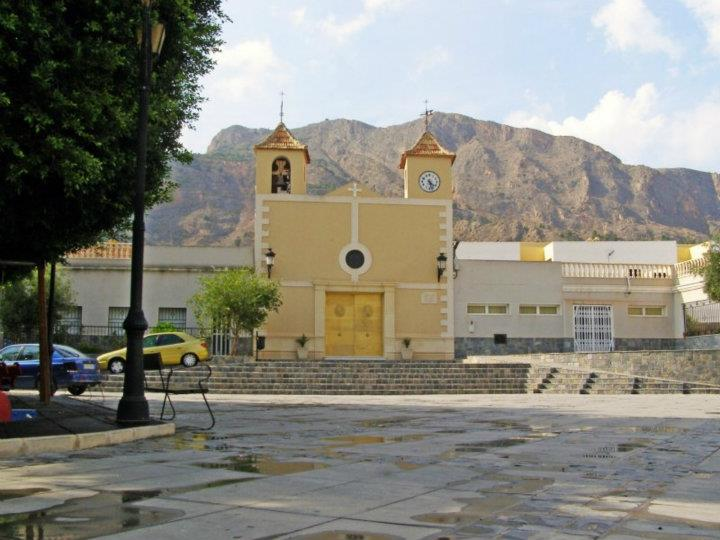
Plaza de la iglesia

El topónimo Raiguero corresponde a un canal natural que se origina en la ladera de una elevación y por el cual discurren las aguas de lluvia. En la Región de Murcia y Orihuela reciben principalmente el nombre de raigueros las laderas de pendiente suave que dan al valle de la huerta del Segura. Los cauces que las aguas de lluvia han abierto en estas laderas forman barrancos y ramblas. En la sierra de Orihuela encontramos Raiguero de Bonanza, Raiguero de Levante y Raiguero de Poniente.

## Descripción
En el Raiguero de Bonanza cada casa tiene su estilo propio. Casas y monumentos  forman calles que suben por el pie del monte desde la carretera. Por encima subiendo hacia la montaña, una gran vista hacia el pueblo. Abajo se extiende la huerta, como un mar encajado entre los murallones de la montaña. La ciudad de Orihuela se divisa a la izquierda, cual embarcación varada junto a la roca de San Miguel con sus torres mirando el azul del cielo y también la cruz de la muela...

## Geografía

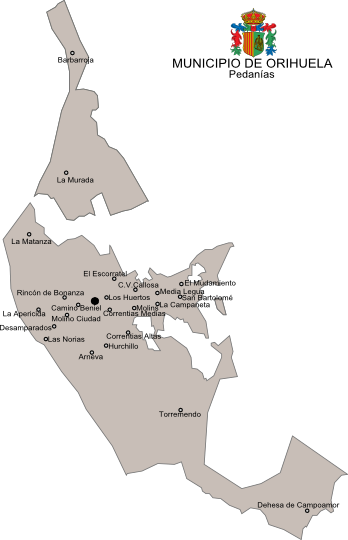
Plano de Orihuela con sus pedanías (pulse para agrandar)

El Raiguero de Bonanza se enclava a los pies de la Sierra de Orihuela y rodeado de huerta. Se sitúa a tan solo 2 km al suroeste de la ciudad de Orihuela y a 3 de otras pedanías como Los Desamparados o La Aparecida situadas más al sur. 
De la capital alicantina dista a unos 56 km mientras que de la vecina ciudad de Murcia tan solo le separan 20 km por la carretera N-340.

## Pinar de Bonanza
Se trata del "pulmón verde" más próximo a la ciudad de Orihuela.
El complejo recreativo del Pinar de Bonanza Cuenta con todos los servicios necesarios para pasar un día en plena naturaleza. Zona de pícnic, Aseos, Aula de interpretación e información de la Sierra de Orihuela, zona de descanso, albergues para pasar varios días.

En la Sierra de Orihuela y sus alrededores se pueden realizar diferentes recorridos a pie y en bicicleta para disfrutar de la naturaleza y el paisaje de este entorno de gran valor ambiental.
Situado en un paraje natural de gran belleza y valor ecológico. La Sierra de Orihuela fue catalogada en 2001 lugar de Interés Comunitario, por la presencia de comunidades vegetales de gran interés botánico y la existencia de varios endemismos florísticos.
En 2008 ha sido catalogada como zona ZEPA, zona de especial protección para las aves, por albergar especies de rapaces como Águila real, Águila perdicera, Búho Real o Halcón Peregrino entre las más importantes. 

En los alrededores encontramos zonas importantes de escalada como la "Pared Roja" o la "Pared Grande" o simplemente "La Pared".

## Clima
El clima es mediterráneo con acentuados rasgos de aridez y caracteres esteparios, que definen su paisaje natural de colinas grises y desnudas con chumberas, pinares, algarrobos, palmeras, moreras, pitas, matorrales xerófilos y aromáticas de tomillo y romero. Las medias térmicas suelen ser suaves gracias a la influencia del mar, las cuales oscilan entre los 10° de enero y los 30° de agosto.

## Fiestas

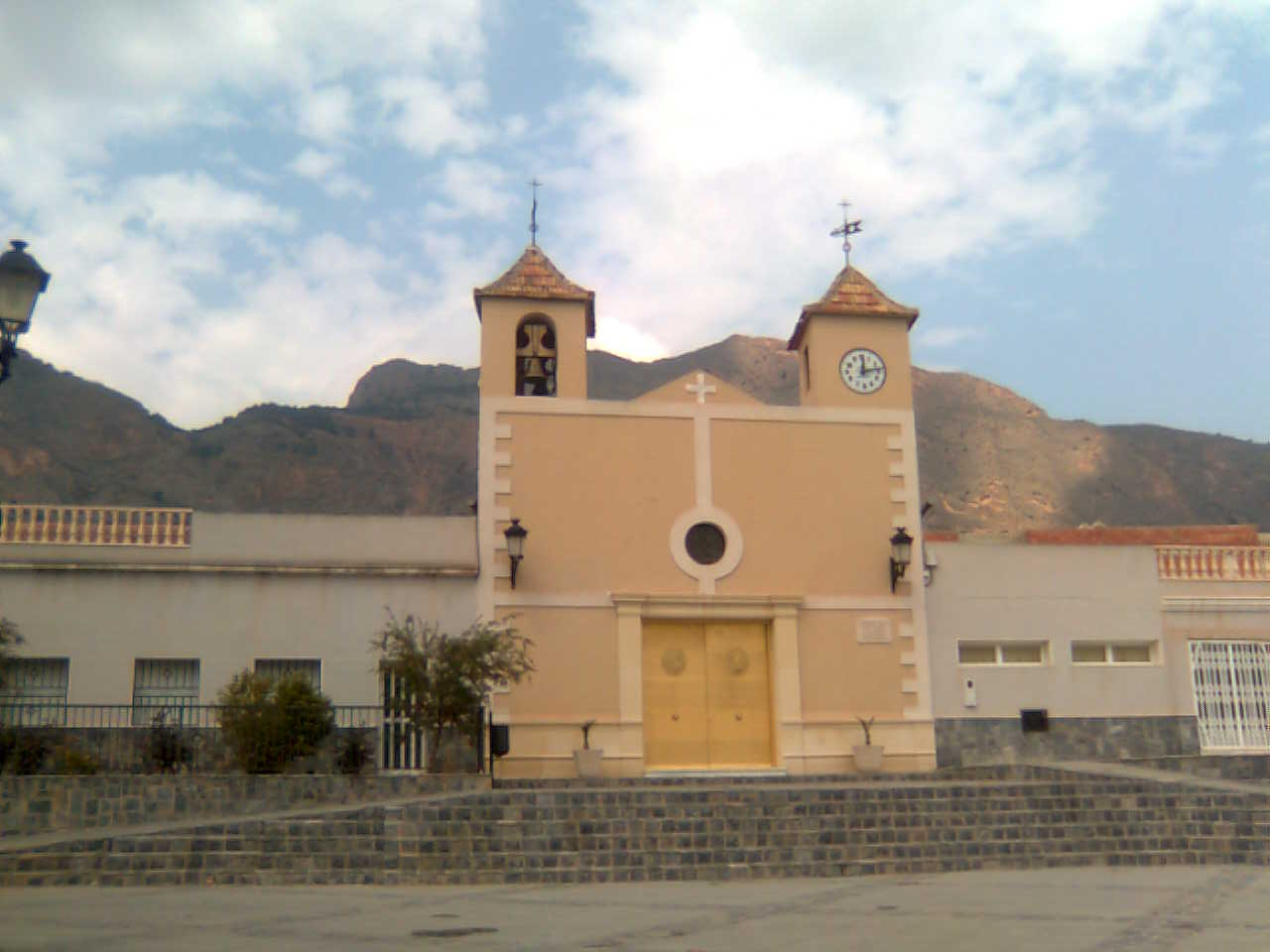
Iglesia parroquial.

Fiestas Patronales: Se celebran a principios de septiembre en honor a San Joaquín, Santa Ana y la Niña María. 
Fiestas de la Santa Cruz: Se celebran la víspera del 3 de mayo en honor a la Santa Cruz y la Virgen de la Soledad.
Fiestas del Corpus Christi : Se celebra 60 días después del Domingo de Resurrección. Participan en procesión los niños que han realizado la primera comunión acompañnado al "Santísimo" bajo palio por las calles del pueblo. Es tradicional realizar 2 alfombras florales en la plaza de la cruz y en la plaza San Joaquín y Santa Ana.
Romería de San Cristóbal: Era el preámbulo de las fiestas de La Cruz y tenía lugar el último domingo de abril. La primera tuvo lugar en 1985, pero desafortunadamente desapareció en 1996. Consistía en una Romería hasta el Pinar de Bonanza donde se encuentra el área recreativa de San Cristóbal y la ermita que lleva el mismo nombre. Se vuelve a celebrar en 2010

## Servicios
- Colegio de Educación Infantil y Primaria "Rincón de Bonanza"
- Colegio Diocesano San José Obrero.
- Consultorio médico.
- Centro de Mayores.
- Centro Social - Escuela de Música.
- Pistas deportivas .
- Edificio Multiusos .
- Transporte urbano : El pueblo está conectado por autobús con Orihuela ciudad y otras pedanías como La Aparecida, Hurchillo, Arneva y Tres Puentes.